# Rotbrauner Streifling
Der Rotbraune oder Fuchsige Streifling (Amanita fulva), kurz für Rotbrauner oder Fuchsiger Scheidenstreifling, ist eine Pilzart aus der Familie der Wulstlingsverwandten (Amanitaceae).

## Merkmale

### Makroskopische Merkmale
Der dünnfleischige Hut erreicht einen Durchmesser von 3–7(–10) cm. Er ist glockig bis ausgebreitet und oft in der Mitte flach gebuckelt. Seine Oberfläche ist rotbraun, Überreste der Hülle (Velum universale) sind nur selten vorhanden. Jung ist sie glänzend, klebrig und fühlt sich fettig an. Der Hutrand ist radial gerieft, üblicherweise über mehr als ein Fünftel des Hutradius. Die weißen Lamellen stehen dicht gedrängt, frei vom Stiel und haben bauchig geformte Schneiden. Der zumindest im Alter hohle Stiel wird 7–12 cm lang, 1 cm dick und hat eine schlanke, nach oben verjüngende Form, aber keinen Ring (Annulus). Die Stielrinde ist glatt. Der Stiel steckt an der Basis in einer weißen, lappigen Scheide (Volva) mit rotbraunen Flecken, die am Stiel hochsteht. Das brüchige Fleisch (Trama) ist weiß, nur an manchen Stellen rotbraun überhaucht. Es riecht und schmeckt unspezifisch.

### Mikroskopische Merkmale
Die hyalinen Sporen sind kugelig (Verhältnis von längstem zu schmalstem Durchmesser zwischen 1,05 und 1,08, selten bis 1,09), messen 9 bis 12 Mikrometer und zeigen mit Iodreagenzien keine Farbreaktion (inamyloid). An den Basidienansätzen sind keine Schnallen vorhanden.
Die Huthaut wird 55 bis 80 Mikrometer dick.

## Artabgrenzung
Er kann mit ähnlichen weiteren Scheidenstreiflingen verwechselt werden, die nach gründlichem Erhitzen ebenfalls essbar sind.
Der Orangegelbe Streifling (Amanita crocea) hat einen helleren Hut ohne Brauntöne, einen genatterten Stiel und eine weiße Volva und wächst auch mit Erlen, Hainbuchen, Hasel, Eschen und Pappeln.
Amanita romagnesiana fehlen die rostigen Flecken an der Volva, außerdem hat die Art eine kürzere Hutriefung, die sich über weniger als ein Fünftel des Hutradius erstreckt und eine dickere Huthaut mit bis zu 250 µm Dicke. Amanita subnudipes hat ebenfalls keine rostigen Flecken an der Volva und einen heller orangegelben Hut.
Eine weitere ähnliche Art ist Amanita mortenii, die aber in der subpolaren Zone vorkommt. In Skandinavien wächst der deutlich heller gefärbte Gelbe Scheidenstreifling (Amanita flavescens). Er unterscheidet sich zusätzlich zur Farbe durch etwas länglichere Sporen (Länge-Breite-Verhältnis in der Regel über 1,12) und eine zumindest an reifen Fruchtkörpern immer klar zweischichtige Huthaut und wächst nur mit Birken.
Etliche häufig für den Rotbraunen Streifling gehaltene Arten unterscheiden sich durch ihr Vorkommen in Amerika, von wo ein Vorkommen des Rotbraunen Streiflings nicht bekannt ist, darunter die von Zentralmexiko über Mittelamerika bis in die kolumbianischen Anden mit Eichen wachsende Amanita fuligineodisca mit meistens deutlich dunklerer Hutfarbe und noch dünnerer Huthaut (20 bis 40, eventuell selten bis 65 µm), die in Nordamerika wachsende Amanita sinicoflava, die in Nordamerika wachsenden Amanita amerifulva (nomen provisorium) und Amanita daimonioctantes (nom. prov.), die im Südwesten der USA und (zumindest) im bergigen Zentral- und West-Mexiko wachsende Amanita nishidae (nom. prov.) und einige andere, noch zu beschreibende Arten. Weitere exotische ähnliche Arten sind die in Ostasien wachsenden Amanita orientifulva und Amanita aporema.

## Ökologie und Verbreitung
Der Rotbraune Streifling lebt in Mykorrhiza-Symbiose mit Bäumen in nährstoffarmen, feuchten, sauren Waldböden, besonders in Mooren. Als Symbiose-Partner sind Kiefern, Fichten, Buchen, Eichen und Birken bekannt. Er fruchtet vom Juni bis Oktober. Die Art kommt häufig vor und ist in Europa weit verbreitet.

## Bedeutung

### Inhaltsstoffe, Zusammensetzung
Er enthält Hämolysine, die rote Blutkörperchen zerstören und sich oberhalb von 70 °C zersetzen.

### Speisewert
Im rohen Zustand ist der Pilz giftig, gut gekocht ist er essbar. Sein Wert als Speisepilz wird im Allgemeinen als gering eingeschätzt.

## Systematik und Taxonomie
Die offizielle wissenschaftliche Erstbeschreibung entstammt dem 1774 veröffentlichten vierten Band des Werkes „Fungorum qui in Bavaria et Palatinatu circa Ratisbonam nascuntur Icones“ von Jacob Christian Schäffer, wo er ihn als „Agaricus fulvus“ und „lichtbraunen Eyschwamm“ bezeichnet. Christian Hendrik Persoon ordnete ihn in seinem 1818 erschienenen „Traité sur les Champignons Comestibles“ der Gattung der Wulstlinge (Amanita) zu.
Er wurde zwischenzeitlich zusammen mit dem Grauen Scheidenstreifling (Amanita vaginata) aufgrund der für Wulstlinge ungewöhnlichen Abwesenheit eines Ringes der inzwischen aufgegebenen Gattung Amanitopsis zugeordnet. Heute finden sich diese Arten nach Cornelis Bas in der Sektion Vaginatae (Streiflinge) der Untergattung Amanita.
Das dem Lateinischen entstammende Art-Epitheton „fulva“ bedeutet „dunkel-“, „rot-“ oder „braungelb“.